# Mohamed Henedi

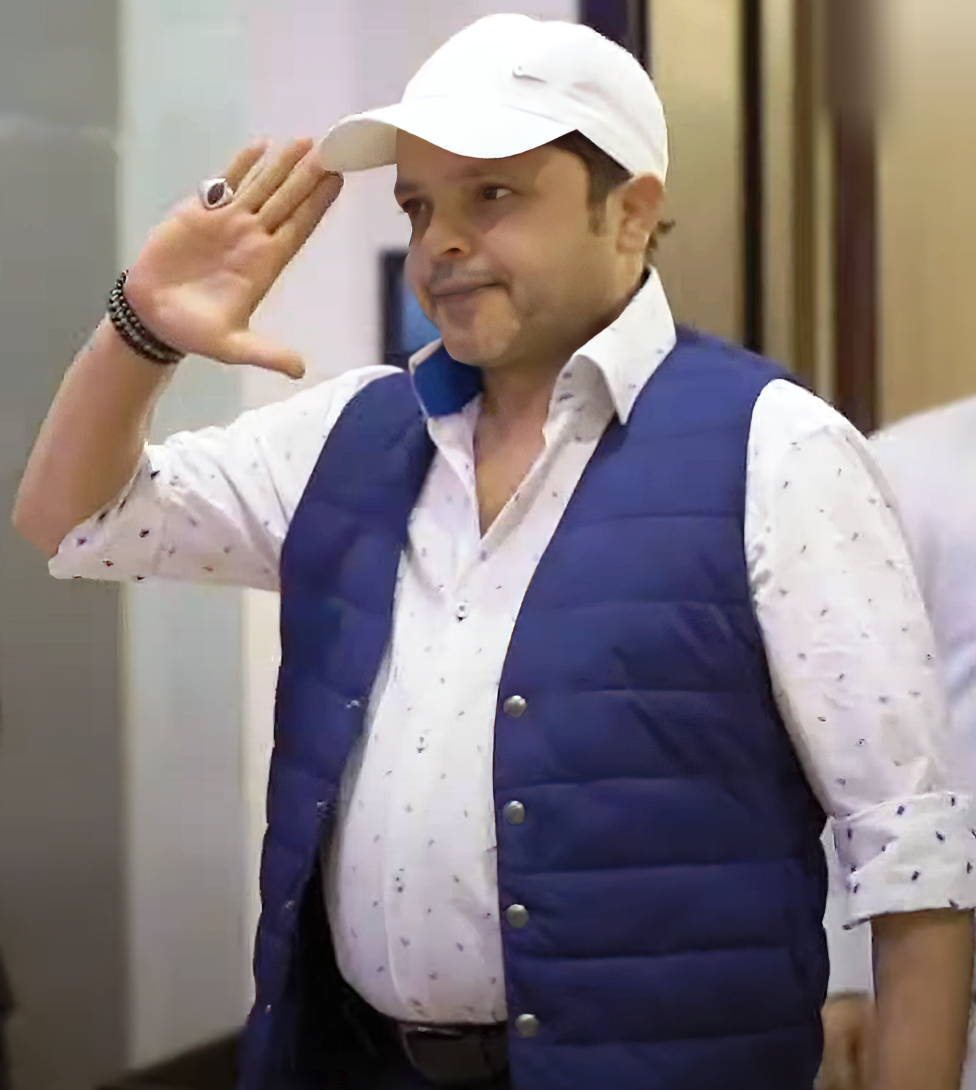
Mohamed Henedi (2019)

Mohamed Henedi (arabisch محمد هنيدي, DMG Muḥammad Hunaidī; * 1. Februar 1965 in Gizeh) ist ein ägyptischer Schauspieler, Komiker und Synchronsprecher.

## Leben und Wirken
Mohamed Henedi wuchs in Gizeh auf.
Er ist seit 1987 als Schauspieler vor der Kamera aktiv und wirkte bislang in mehr als 40 Film-und-Fernsehproduktionen mit. Er tritt in Ägypten auch als Stand-up-Comedian in verschiedenen Theatern und Fernsehsendungen auf.
Er ist zudem umfangreich als Synchronsprecher tätig und synchronisierte mehrere Zeichentrickfilme und Animationsfilme wie beispielsweise Das Dschungelbuch, Der König der Löwen oder Die Monster AG sowie auch Videospiele. Er war einige Zeit lang der Stammsprecher von Robert De Niro. Ab Oktober 2005 lieh Henedi der Figur des Homer Simpson (arabisch: Omar Simpson) in 34 ausgestrahlten Folgen der Zeichentrickserie Die Simpsons seine Stimme. Die Serie wurde im Herbst/Winter 2005 im arabischen Raum unter dem Titel Al Shamshoon ausgestrahlt.
Mohamed Henedi ist seit November 1999 verheiratet. Er hat mit seiner Ehefrau zwei Töchter und einen Sohn. Die Familie lebt in Kairo.